# Shebshi
Shebshi (ang. Shebshi Mountains) – pasmo górskie we wschodniej Nigerii, rozciągające się z północy na południe na długości około 160 km. Pasmo ograniczają doliny rzek Benue i Taraba. Najwyższy szczyt – Dimlang – osiąga wysokość 2042 m n.p.m.